# Мануковский, Александр Александрович
Алекса́ндр Алекса́ндрович Мануковский (род. 11 июля 1985, Воронеж) — российский футболист, полузащитник.
Футболом начал заниматься с 7 лет. Воспитанник воронежской СДЮСШОР № 15, первый тренер — отец Александр Александрович Мануковский. В 2004 году выступал за «Динамо» Воронеж в ЛФЛ. 2005 год провёл в дубле московского «Динамо» — один гол в 22 играх. В 2006—2007 годах играл за воронежское «Динамо» во втором дивизионе, в 2009 — вновь в ЛФЛ. В сезонах 2010—2013/14 выступал за «Химик» Дзержинск, с которым в 2013 году вышел в ФНЛ. С сезона 2014/15 играет в ФНЛ за «Енисей» Красноярск (2014/15 — 2015/16), «Сокол» Саратов (2016/17, аренда), «Факел» Воронеж (2017/18 — 2018/19), «Волгарь» Астрахань (с сезона 2019/20). В 2020 году перешёл в казахстанский клуб «Акжайык», но уже весной 2021 года снова вернулся в Россию, став игроком лискинского «Локомотива» .
В августе 2021 года официальный сайт воронежского клуба сообщил, что опытный полузащитник пополнил состав местного «Факела-М» выступающего в турнире ФНЛ-2, где он получил капитанскую повязку.
Окончил Воронежский государственный институт физической культуры.
В 2022 году выступал на Чемпионате Воронежской области и Кубке Воронежской области за клуб «Химмаш-Сервис».